# Etény
Etény (románul Eteni) falu Romániában, Szatmár megyében. Közigazgatásilag Szatmárudvari községhez tartozik.
A DN19F főúton közelíthető meg.
Az 1956-os népszámlálásnál jelent meg önálló településként; azelőtt Aranyosmeggyes része volt. 1956-ban 307, 1966-ban 300 lakosa volt, többségében románok. Az 1970-es árvíz teljesen elpusztította a falut, utána a lakosokat Szatmárudvariba költöztették át.
2018-ban wellnessközpont nyílt a faluban.